# Islam en Ukraine
 (juin 2015).
 (janvier 2012).

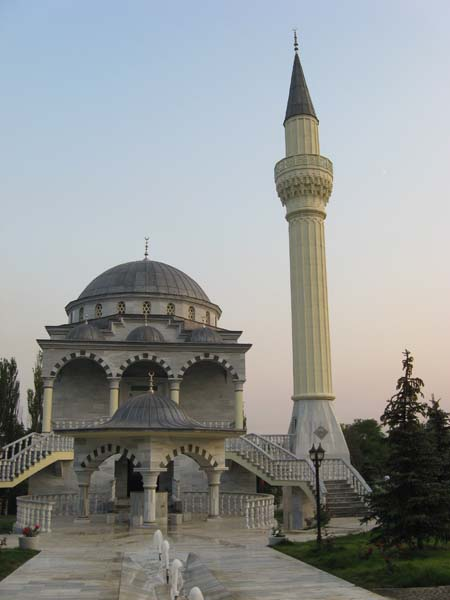
La mosquée du sultan Soliman de Marioupol.

Dans le paysage religieux ukrainien, les musulmans ukrainiens représentent environ 0,9 % de la population totale, en 2010, et sont en majorité des Tatars de Crimée vivant dans la péninsule de Crimée.
Une étude du Centre Razoumkov montre qu'en 2019, hors Crimée, les musulmans ukrainiens représentent environ 0,1% de la population.

## Histoire
La majorité des Ukrainiens sont chrétiens (principalement orthodoxes), tandis qu'une faible partie est musulmane, vivant principalement dans les régions méridionales du territoire, en particulier en Crimée.
Au XVe siècle, les Tatars établissent dans le pays le khanat de Crimée. Cet État était composé de turcophones qui s'étaient établis en Europe de l'Est au VIIe siècle, et d'une population indigène européenne.
Cependant, les khanats ont rapidement perdu leur souveraineté pour passer sous domination ottomane. Le pays était gouverné par des gouverneurs locaux tributaires de l'empire qui s'étaient engagé à maintenir l'Ukraine sous contrôle ottomane en échange d'une assez large autonomie.
L'influence de la Russie, qui était auparavant négligeable, n'a cessé d'augmenter jusqu'à la fin des guerres russo-turques qui lui ont permis d'annexer une partie du territoire ukrainien.
La majorité des Tatars de Crimée étaient sunnites, de jurisprudence majoritairement hanafite, avec une minorité shafi'ite, et de théologie ash'arite. La plus haute autorité religieuse était le mufti. Les communautés étaient représentées en Ukraine par des imams locaux. Les khanats criméens ont bâti une capitale, Bakhtchyssaraï. Au XVIIIe siècle, quand la ville a été conquise par les troupes russes, la ville comprenait dix-huit mosquées et plusieurs madrasas. Cependant, avec la persécution dont les Tatars ont été victimes de la part de l'Empire russe, près de 160 000 d'entre eux ont été forcés de quitter la Crimée.
Parmi ceux restés en Ukraine, certains avaient un mode de vie conservateur et traditionaliste et d'autres un comportement plus libéral.

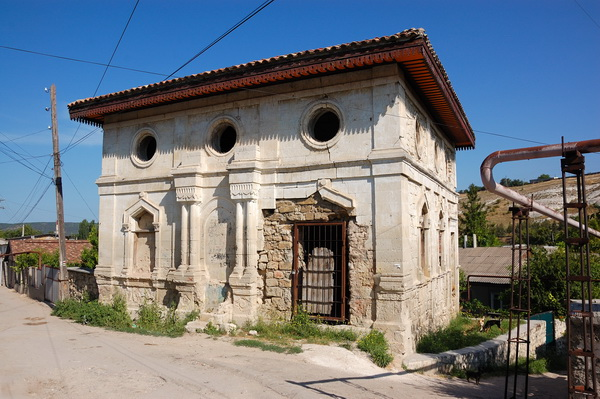
La Mosquée d'Ismi Khan Jami.
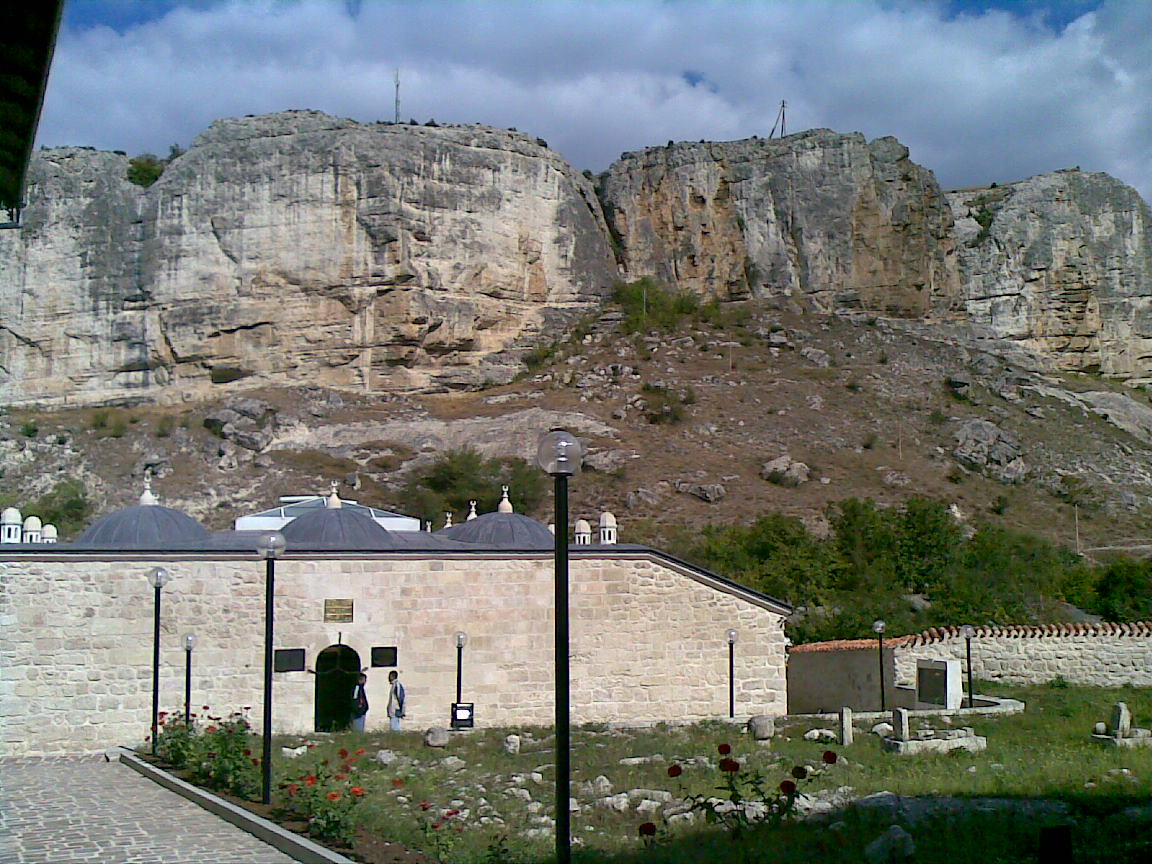
La Madrassa de Zincirli.

## AuXXesiècle
Durant la révolution russe, les musulmans constituaient un tiers de la population de Crimée. Presque toutes les grandes villes de Crimée avaient une population musulmane significative. Après 1928, les persécutions reprennent, le gouvernement soviétique lance un vaste programme de russification et de soviétisation. Entre 1928 et 1939, de 35 000 à 40 000 Tatars ont été emprisonnés ou déportés. L'étude et l'enseignement du tatar ont complètement été interdits, ainsi que les journaux paraissant dans cette langue, tandis que la classe intellectuelle était exterminée.
En 1944, à la suite de la reprise de l'Ukraine par l'Armée rouge, Staline émet le décret no 5859 ordonnant l'expulsion de tous les Tatars de Crimée. Ceux-ci ont donc été soumis à la déportation en masse, accusés par Staline d'avoir collaboré avec l'Allemagne nazie. Presque 200 000 d'entre eux ont été expulsés vers l'Asie centrale, à bord de wagons à bestiaux, principalement en Ouzbékistan, mais également au Kazakhstan et dans quelques régions russes comme la Sibérie. La principale scène de déportation s'est produite le 18 mai 1944. On estime que près de 45 % des déportés sont morts de faim et de maladie dans les camps de concentration de Sverdlovsk entre 1944 et 1945. Leurs terres ont ensuite été réquisitionnées par les soviétiques qui y ont installé des Russes. Le 5 septembre 1967, le gouvernement soviétique a innocenté les Tatars, reconnaissant que les accusations émises s'étaient révélées "sans fondement". Cependant, aucune action n'a été entreprise par le gouvernement pour leur permettre de retourner sur leur terre natale. Ceci a mené à un changement démographique important en Ukraine. En 1987, des Tatars ont manifesté à Moscou pour pouvoir regagner leur terre, mais ils ont dû attendre l'effondrement de l'Union soviétique pour pouvoir le faire. Le rapatriement des Tatars criméens vers leur terre d'origine a débuté en 1989.
En Crimée, les Tatars représentent 12 à 15 % des deux millions d'habitants de la région. À la suite de l'annexion de 2014, les Tatars sont réprimés par les forces russes.

## Aujourd’hui

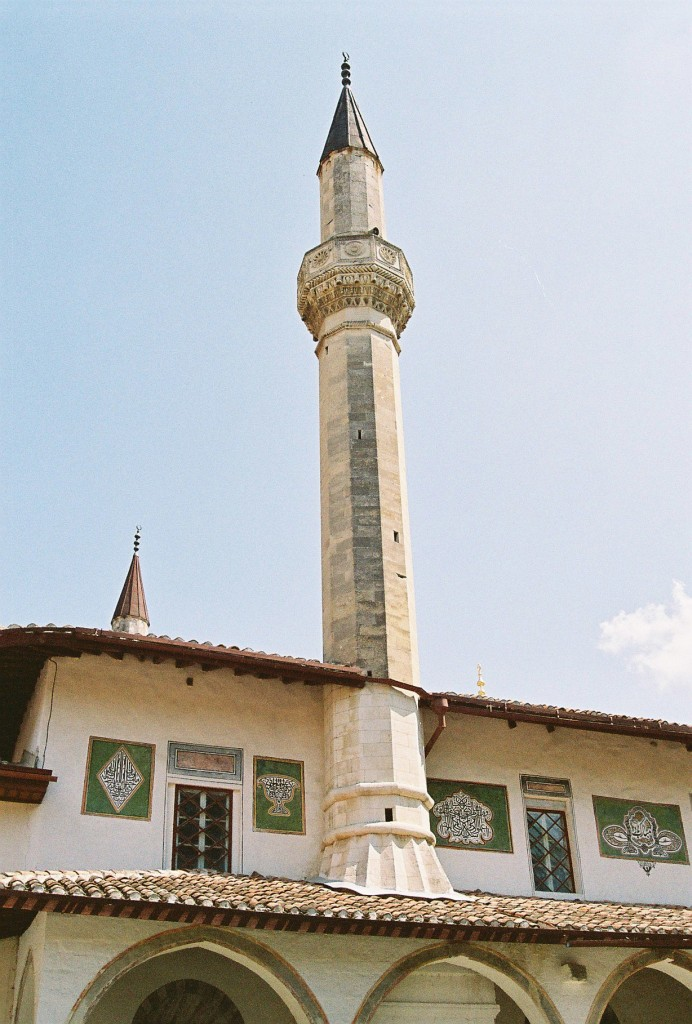
La mosquée de Hansaray, à Bakhtchyssaraï en Crimée, centre de l'islam en Ukraine pendant plus de 300 ans.

Depuis l'indépendance de l'Ukraine vis-à-vis de l'URSS, près de 300 000 Tatars sont revenus en Crimée. Les musulmans ukrainiens sont divisés en plusieurs groupes ethniques, néanmoins la plupart sont Tatars. Il y a également des réfugiés tchétchènes mais leur nombre n'est pas significatif.
Les musulmans ont créé trois institutions pour gérer les affaires de leur communauté :
- la direction spirituelle des musulmans d'Ukraine ;
- le centre spirituel de la communauté musulmane ;
- la direction spirituelle des musulmans de Crimée.

## Statistiques
Les musulmans en Ukraine comprennent 391 communautés, 372 religieux, 151 mosquées dont 6 construites récemment.
Selon les dernières estimations, il y a 0.8 million de musulmans en Ukraine, environ 1,7 % de la population nationale et 12 % de la population de Crimée. Au moins 30 de leurs communautés  ou organismes ukrainiens exercent leur fonction sans enregistrement officiel contrairement à 360 autres. Leurs langues principales sont le tatar, le persan et des langues ou dialectes caucasiens comme le tchétchène. Mais tous parlent russe et beaucoup ukrainien.